# Иън Бараклъф
Иън Робърт Бараклъф (на английски: Ian Robert Baraclough) е бивш английски футболист, защитник, треньор, към октомври 2021 г. е мениджър на Националния отбор по футбол на Северна Ирландия.

## Кратка биография
Бараклъф израства в родния град Лестър, където още в ранна възраст започва да тренира футбол в местния тим на Лестър Сити. Преминава през всички формации на клуба, като през 1988 година подписва и договор за родния си клуб като професионалист.
В периода 1988 – 2008 г. играе освен за Лестър Сити и за Гримсби Таун, Линкълн Сити, Мансфийлд Таун, Нотс Каунти, Куинс Парк Рейнджърс и Скънторп Юнайтед.
След като прекратява своята активна състезателна кариера, става част от треньорския щаб на Скънторп Юнайтед, като менажира клуба в периода 2010 и 2011 г.
През 2012 г. е назначен за мениджър на ирландския тим ФК Слайго Роувърс, като се счита за един от най-успешните мениджъри на клуба, извеждайки клуба до множество трофеи, по време на двугодишен престой в клуба.
На 13 декември 2014 г. Бараклъф е назначен за мениджър на ФК Мъдъруел, който играе в шотландската Висша лига, заменяйки на поста Стюарт Маккол. Въпреки много тежкия сезон, той извежда клуба до сигурно оставане в лигата, след победа с 6:1 в плейофите срещу ФК Рейнджърс във финала в края на сезона. Напусна клуба през септември 2015 г., като отбора взима едва седем точки от първите си осем мача за сезон 2015/2016.
През юли 2016 г. е назначен за асистент мениджър в авглийския елитен клуб Олдъм Атлетик, където е част от екипа на мениджъра Стив Робинсън, който е работил с Бараклиф във ФК Мъдъруел.
През май 2017 г. Бараклъф напусна Олдъм, приемайки офертата да стане мениджър на Националния отбор на Северна Ирландия до 21 години.
След доброто представяне на младежката гарнитура на Северна Ирландия U-21, той е назначен за наследник на Майкъл О'Нийл като мениджър на представителния отбор на Северна Ирландия на 27 юни 2020 г. Като мениджър на Северна Ирландия дебютира в двубой срещу Румъния, като двубоя завърши наравно 1:1.
На 12 ноември 2020 г. Северна Ирландия губи с 2:1 от Словакия в квалификационния плейоф за Евро 2020, като не успя да се класира за финалите през 2021 г.